# ベライン・デンシモ

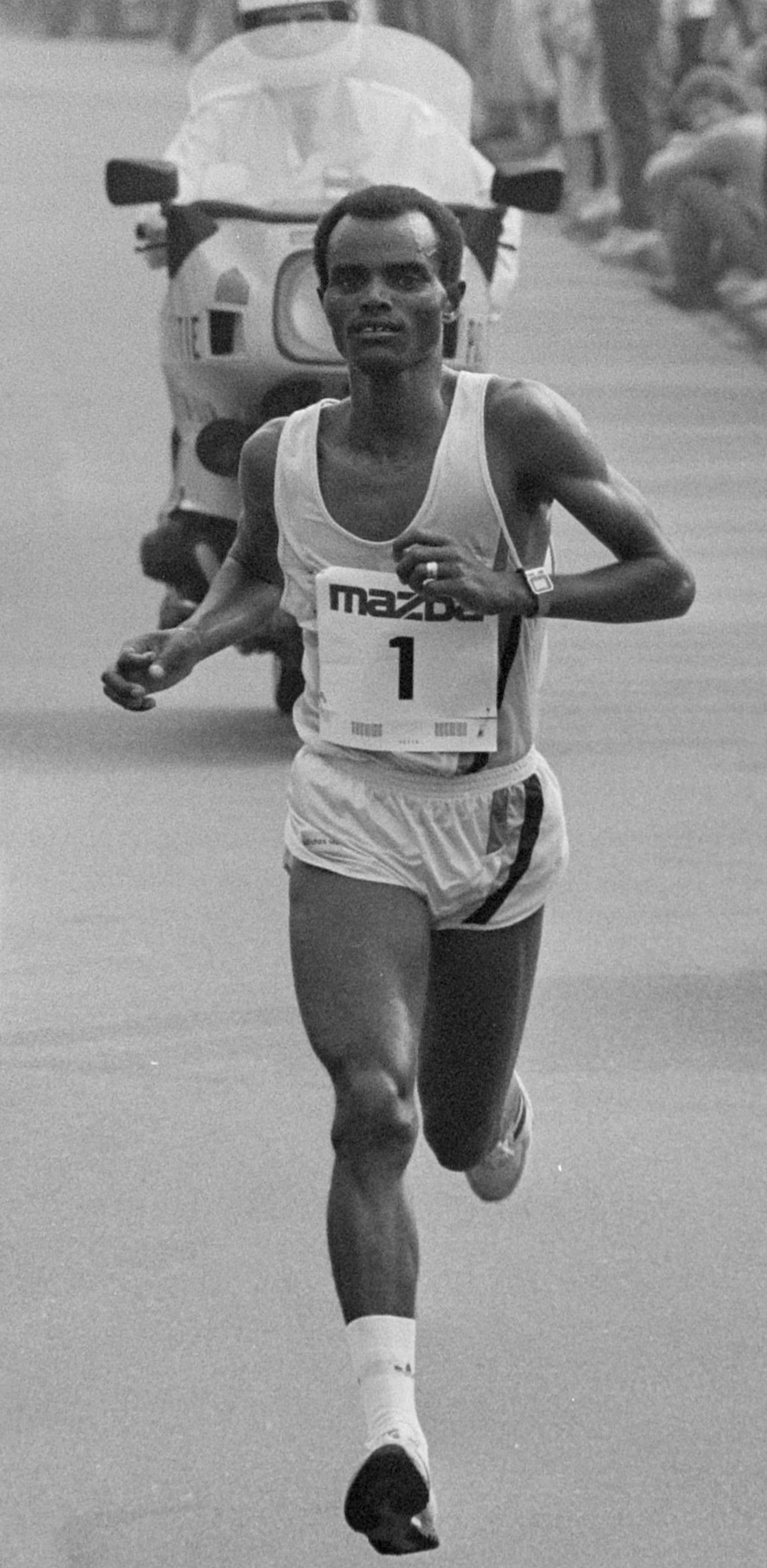
ベライン・デンシモ

ベライン・デンシモ（Belayneh Densamo 、1965年6月28日 - ）は、エチオピアの陸上競技選手である。1988年のロッテルダムマラソンで史上初めて2時間7分の壁を破る、2時間6分50秒の世界最高記録を達成した。この記録は1998年にブラジルのロナウド・ダ・コスタによって破られるまで保持し続けた。
世界記録樹立の年に開催されたソウルオリンピックには母国エチオピアが不参加となり、その実力をオリンピックで発揮することはできなかった。
日本のレースにも1986年の東京国際マラソン以来複数参加。1988年の福岡国際マラソンではトップでゴール直前の競技場に入るところでコースを間違え、これが響いて日本の渋谷俊浩に敗れた。2年後の1990年の同大会で優勝し、雪辱を果たしている。
ロッテルダムマラソンでは、1987年から1989年まで3連覇し、1996年にも優勝している。

## 現役時代　マラソン全成績
1. 2時間29分59秒　 13位　1985年6月　アディスアベバ
2. 2時間08分29秒　　2位　1986年2月9日　東京国際（世界歴代5位）
3. 2時間09分09秒　　2位　1986年4月19日　ロッテルダム
4. 2時間14分42秒　　優勝 1986年7月6日　グッドウィルゲーム・モスクワ大会
5. 途中棄権　　　　　　   1986年10月19日　北京国際
6. 2時間12分58秒　　優勝　1987年4月18日　ロッテルダム
7. 2時間14分47秒　　優勝　1987年8月10日　オールアフリカゲーム・ナイロビ大会
8. 2時間11分59秒　　5位　 1987年12月6日　福岡国際
9. 2時間12分23秒　　2位　1988年3月12日　アリューシャ
10. 2時間06分50秒　 優勝　1988年4月17日　ロッテルダム（世界最高記録樹立）
11. 2時間11分09秒　　2位　1988年12月4日　福岡国際
12. 2時間08分40秒　 優勝　1989年4月16日　ロッテルダム
13. 2時間13分42秒　　9位　1989年11月5日　ニューヨーク
14. 2時間11分32秒　　3位　1990年2月12日　東京国際
15. 途中棄権　　　　　　　 1990年4月22日　ロンドン
16. 2時間11分35秒　　優勝　1990年12月2日　福岡国際
17. 2時間11分34秒　　5位　1991年4月21日　ロッテルダム
18. 途中棄権　　　　　　　 1992年2月9日　東京国際
19. 途中棄権　　　　　　   1992年9月27日　アムステルダム
20. 2時間12分11秒　　3位　1993年10月17日　北京
21. 2時間15分05秒　 12位　1994年4月24日　トリノ
22. 途中棄権　　　　　　　 1995年2月5日　別大毎日
23. 2時間14分39秒　　7位　1995年10月28日　春川
24. 2時間12分27秒　　3位　1996年1月14日　マラケシュ
25. 2時間10分30秒　 優勝　1996年4月28日　ロッテルダム
26. 途中棄権　　　　　   　1996年8月4日　アトランタ五輪
27. 2時間13分25秒　 11位　1996年12月1日　福岡国際
28. 途中棄権　　　　　   　1997年4月20日　ロッテルダム
29. 途中棄権　　　　　   　1999年5月23日　サンディエゴ
30. 2時間18分48秒　 11位　1999年6月19日　ダルース